# Осилла (река)
Осилла (англ. Aucilla River) — река в штатах Джорджия и Флорида (США). Длина реки составляет 143 км (по другим данным, 111 км).

## География

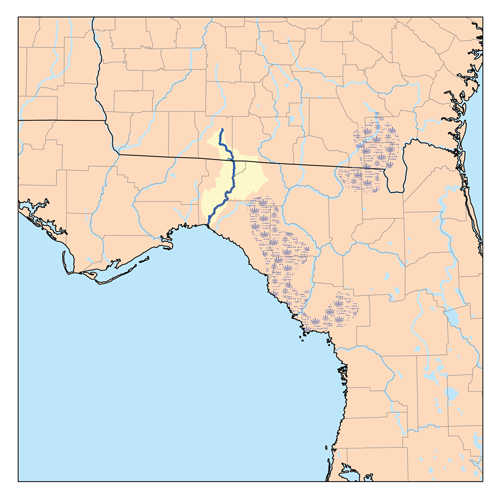
Бассейн реки Осилла

Исток реки Осилла находится в центральной части округа Томас, примерно в 12 км северо-восточнее города Томасвилл, на высоте около 76 м.
Далее река течёт преимущественно в южном направлении, сначала по округам Томас и Брукс (Джорджия), а затем пересекает границу со Флоридой и протекает по округам Мадисон, Джефферсон и Тейлор (Флорида), образуя в своём нижнем течении границу между округами Джефферсон и Тейлор.
Основными притоками Осиллы являются реки Литл-Осилла (левый приток) и Уосисса (правый приток). Литл-Осилла впадает в Осиллу на высоте 22 м, на границе округов Джефферсон и Мадисон, а Уосисса — на высоте, близкой к 0 м, на границе округов Джефферсон и Тейлор.
Река Осилла впадает в залив Апалачи, являющийся частью Мексиканского залива.
Площадь бассейна реки Осилла составляет 2481 км² (по другим данным, около 2200 км²), из них примерно 77 % во Флориде и 23 % в Джорджии (по другим данным, 86 % во Флориде и 14 % в Джорджии).

## История
Раскопки, произведённые в русле реки Осилла, показали, что более 14 тысяч лет назад там жили люди, охотившиеся на мастодонтов. Среди мест, в которых производились раскопки, наиболее известным является Пейдж-Ладсон.
До появления европейцев и некоторое время после их прихода река Осилла разделяла места обитания двух индейских народов — к востоку от неё жили племена народа тимукуа, а к западу — апалачи. По некоторым оценкам, к концу XV века между реками Осилла и Олтамахо проживало около двухсот тысяч индейцев тимукуа. Некоторые исследователи предполагают, что слово «Осилла» (возможно, в несколько изменённом виде) пришло из языка тимукуа, но его точное значение неизвестно.
В 1850-х годах были начаты работы по постройке четырёхкилометрового канала между реками Осилла и Уосисса, который предполагалось использовать для транспортировки товаров. Поскольку в строительстве канала принимали участие рабы с соседних плантаций, он получил название The Slave Canal (с англ. — «рабский канал»). После строительства железных дорог канал потерял своё коммерческое значение.
Во второй половине XX века часть территорий, прилегающих к реке Осилла, получила статус охраняемых природных территорий. Между реками Осилла и Уосисса находится зона управления дикой природой Осилла, занимающая площадь в 204 км², а последние 8 км реки Осилла перед впадением в залив входят в состав национального резервата дикой природы Сент-Маркс.